# Ov Hell
Ov Hell är ett black metal-band bildat 2009 med medlemmar från flera stora norska akter i genren. Bandet bildades, efter upplösningen av bandet God Seed, av basgitarristen King ov Hell från bland annat Gorgoroth, samt sångaren Shagrath från Dimmu Borgir. Övriga medlemmar är gitarristernan Ice Dale från Enslaved och Teloch från 1349 samt trummisen Frost från Satyricon och 1349. Debutalbumet The Underworld Regime släpptes 7 februari 2010 genom Indie Recordings.

## Historia
Ov Hell bildades 2009 av basisten King ov Hell från Gorgoroth och sångaren Shagrath från Dimmu Borgir. Bandet deklarerade att de ska fortsätta i samma stil som nämnda musiker gjort hittills, men att detta markerar en ny era för dem.

### Bakgrund
Då Gaahl och King förlorat rättigheterna till namnet Gorgoroth startade de ett eget band som de kallade God Seed efter låten  God Seed (Twilight of the Idols) från Gorgorot-albumet Ad Majorem Sathanas Gloriam. Texten skulle symbolisera människans inneboende gudomlighet och viljan att växa. Bandet spelade live några gånger och framförde då Gorgoroth-material som Gaahl och King ansåg sig vara ensamma upphovsmän till. Man hade även skapat musik till en egen skiva, men innan Gaahl hann skriva text och sjunga valde han att lämna bandet. Shagrath tog över som sångare och bandet Ov Hell skapades.

### Debutalbumet
Debutalbumet släpptes 7 februari 2010 genom Indie Recordings, Norges största oberoende skivbolag, och är betitlat The Underworld Regime.
Två låtar släpptes på bandets MySpace-sida. Musiken till dessa skrevs av King och spelades in redan 2008 av honom själv på bas tillsammans med Ice Dale, från bland annat Enslaved, och Teloch, från 1349, på gitarr samt Frost, från Satyricon och 1349, på trummor. Dessa musiker kom sedermera också att bli medlemmar i Ov Hell.
I maj 2010 blev Ov Hell nominerade till "Best Underground Artist" av Metal Hammer Golden Gods Awards.

## Medlemmar
Senaste medlemmar

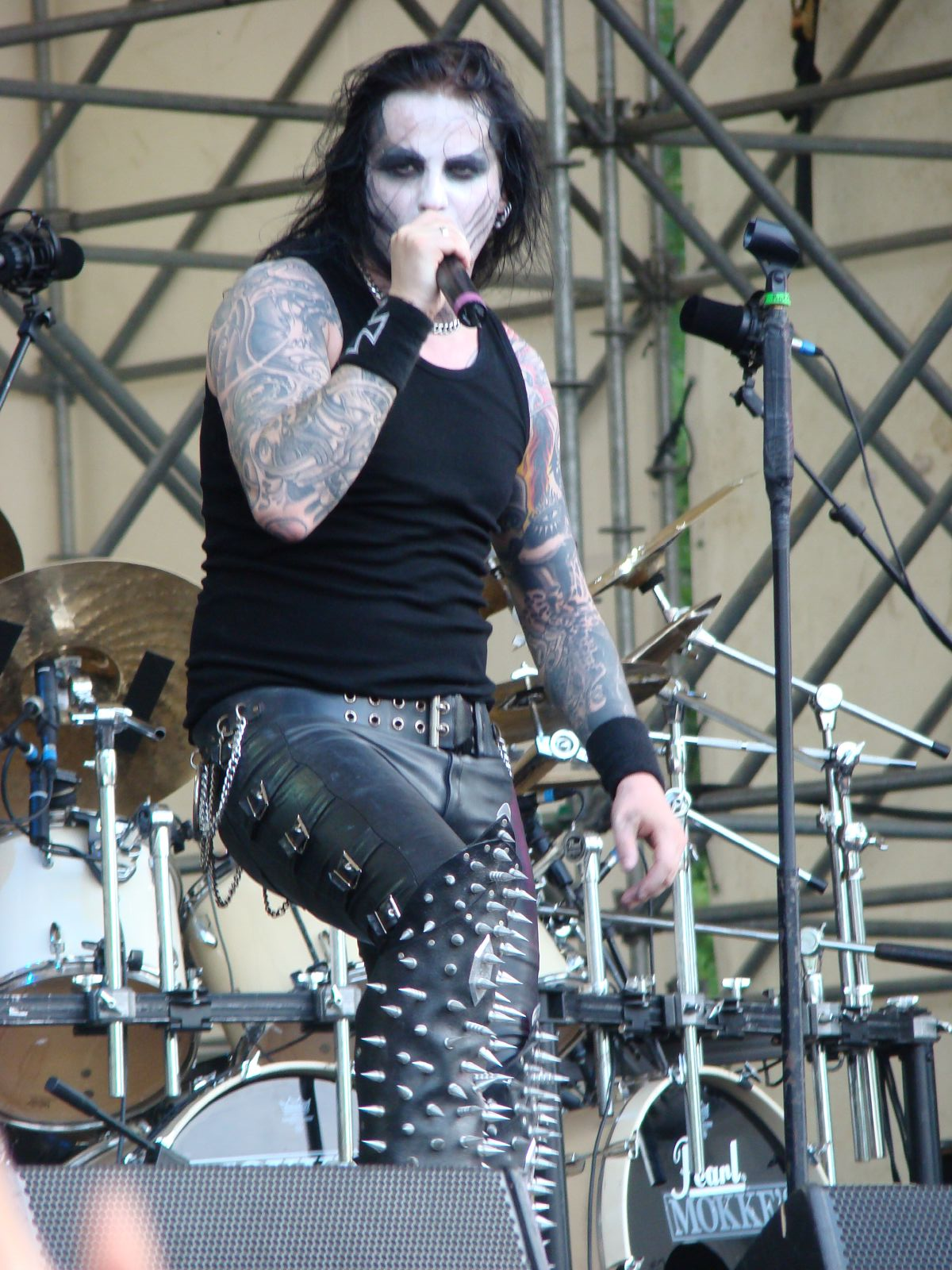
Shagrath med Dimmu Borgir 2007

- Shagrath (Stian Tomt Thoresen) (också i Dimmu Borgir, Chrome Division, ex-Fimbulwinter, ex-Nocturnal Breed, ex-Starkness) – sång (2009–2012)
- King (Tom Cato Visnes), (också i Jotunspor, I, ex-Sahg, ex-Audrey Horne, ex-Gorgoroth) – basgitarr, bakgrundssång (2009–2012)

Bidragande musiker
- Ice Dale (Arve Isdal) (också i Enslaved, I, Audrey Horne, Temple of the Black Moon, Demonaz, ex-Trinacria, ex-Malignant Eternal, ex-God Seed, ex-Bourbon Flame) – gitarr
- Frost (Kjetil-Vidar Haraldstad), (också i Satyricon, 1349, ex-Zyklon-B, ex-Furze, ex-Gorgoroth, ex-Keep of Kalessin, ex-Gehenna) – trummor
- Teloch (Morten Bergeton Iversen ) (också i Nidingr, Mayhem, NunFuckRitual, Umoral, Teeth and Thorns, The Konsortium, Condenado, ex-1349, ex-Orcustus, ex-God Seed, ex-Gorgoroth) – gitarr

## Diskografi
Studioalbum
- The Underworld Regime (2010)